# Scolopendra indiae
Scolopendra indiae är en mångfotingart som först beskrevs av Chamberlin 1914.  Scolopendra indiae ingår i släktet Scolopendra och familjen Scolopendridae. Inga underarter finns listade i Catalogue of Life.